# Сефер Разіель га-Малах

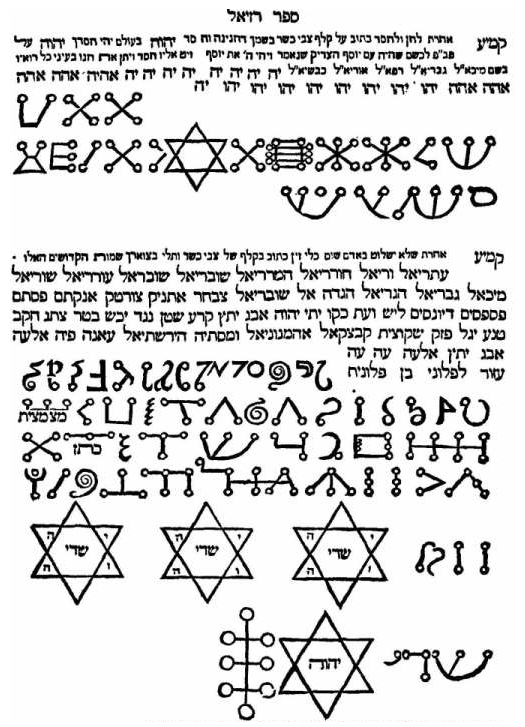
Відривок з Сеферу Разіелю га-Малаху, що містить різні магічні сигіли (чи סגולות, seguloth, на івриті).

Сефе́р Разіе́ль га-Мала́х, івр. ספר רזיאל המלאך, "книга архангела Разиїла" – гримуар Практичної Кабали із Середньовіччя написаний спочатку на івриті та арамейською. Зберігся у вигляді книги "Liber Razielis Archangeli" у перекладі латиною, що була укладена за часів  Альфонса X у XIII сторіччі.

## Історія тексту
Книгу не можна віднесити до XIII сторіччя, але деякі частини можна віднести до пізньої античности. Як й інші нерозтлумачені античні тести, такі як Багір та Сефер Єтціра, роботи, що  були збережені у кількох варіантах.
Згідно з традиційною легендою зміст книги було відкрито Адаму янголом Разіелем. Сама назва згадується в іншій магічній праці пізньої античности - Мечі Мойсея. Критики історії розглядають її як середньовічну працю, скоріш за все походить з середовища ашкеназьких хасидів, оскільки цитування з неї почали зустрічатися лише з XIII сторіччя. Її окремі частини, безсумнівно, є старішими. Імовірний укладач середньовічної версії Єлеазар з Вормсу, відомий за працею Сефер Ґалей Разія, котрий доповнював цю працю, і тепер вона відома як Сефер Разіель га-Малах, хоча включає в основному твори, що написані людьми з різними теологічними думками.

## Зміст
Книга дуже схожа на Сефер Єтціра та Сефер га-Разім ("Книга Таємниць"). Існують декілька рукописних варіантів, які містять до семи трактатів. Друкований варіант Сефера Разіеля поділений на п'ять книг, деякі з них у формі містичного мідрашу на тему Творіння. Він містить поєднання ангелології, магічного використання зодіаку, гематрії, імен Бога, захисні заклинання та метод написання магічних цілющих амулетів.  
Книга шоста «Лібер-Разіеліс» базується на «Сефер га-Рахім» з різними доповненнями, включаючи «Молитву Адама» Сефера Адама . 
Книга стає сумнозвісною в німецькій магії Відродження, названа разом з Пікатріксом як одне з найгидкіших творів некромантії Йоганнеса Гартліба.
Молитовник Адама переповіданий Ніколасом Кузанським у двох проповідях (Проповідь I, 4, 16.25; Проповідь XX, 8, 10-13), надалі використані  Йоганном Ройхліном у його De Arte Cabbalistica.
Конрада Болльштаттера . У 15 сторіччі також виявляється усвідомлення латинської версії "Молитви Адама", продовженої у Cgm 252, хоча вона замінює Разіеля Рафаелем, та Сета Семом.

### "Дерево Пізнання"
Адам у своїй молитві до Бога вибачився, що послухався  свою дружину Єву (חוה), котра була обдурена Змієм, щоб скуштувати плід від Дерева Пізнання (עץ הדעת). Згідно з Книгою Разіеля, Бог послав найвищого з янголів, Разіеля, навчати Адама духовним законам природи та життю на землі, включно зі знаннями про планети, зірки та духовні закони Творіння. 
Янгол Разіель також навчав Адама знанню сили мови, сили думок і сили душі людини у межах фізичного тіла, і цього фізичного світу, в основному навчаючи знань, з якими можна гармонізувати фізичне і духовне існування у цьому фізичному світові. 
Янгол Разіель навчає силі мови, енергії, що міститься в 22 буквах гебрейської абетки, їх поєднанням та значенням імен.

### Адам і Авраам
Згідно з єврейськими традиціями, янгол Разіель був посланий на землю навчати Адама, а завдяки піднесеній душі Авраама, Разіель повернувся навчати Авраама усім духовним знанням і духовним законам. Разіель був посланий на землю з конкретною метою - навчати Адама та Авраама шляхам природи. Книга Разіеля пояснює все, починаючи з астрології планет у нашій Сонячній системі, і пояснює, як творча життєва енергія починається з думки з духовних сфер, переходячи до мови та дії у цьому фізичному світі. Вічною божественною творчою життєвою енергією цієї землі є любов, книга пояснює духовні закони народження, смерти, перевтілення душі та багато духовних законів "змін".

## Гептамерон
Гептамерон, приписаний  П'єтрові д'Абано, ґрунтується на Книзі Разіеля.

## Видання
- רזיאל המלאך. Amsterdam (1701) Chabad-Lubavitch Library. Full-text PDF version, in Hebrew, from HebrewBooks.org
- Steve Savedow (trans.), Sepher Rezial Hemelach: The Book of the Angel Rezial,  Red Wheel/Weiser (2000), ISBN 978-1-57863-193-3.

## Зовнішні посилання
- The Original ספר "Sefer" Book of Raziel ספר רזיאל המלאך The Amsterdam Edition of Sefer Raziel "Book of Raziel" ספר רזיאל המלאך